# Classic Var 2024
De eerste editie van de wielerwedstrijd Classic Var vond plaats op 16 februari 2024. Het peloton van 107 renners (Davide Persico, die wel op de startlijst stond, ging uiteindelijk niet van start) startte in Saint-Raphaël, waarna ruim 184 kilometer later, bovenop de Mont Faron, gefinisht werd. De wedstrijd maakte deel uit van de UCI Europe Tour, met de categorie 1.1. De Fransman Lenny Martinez won de wedstrijd, door de te vroeg juichende Tobias Halland Johannessen op de streep voorbij te gaan.

## Verloop
De eerste succesvolle ontsnapping was van zes renners: Victor Vaneeckhoutte, Morné Van Niekerk, Alessandro Iacchi, Noah Knecht, Valentin Tabellion en Maël Guégan. Noah Knecht werd met nog iets meer dan 50 kilometer van de streep gelost. Op de Col du Corps de Garde werden Alessandro Iacchi en Valentin Tabellion gelost uit de kopgroep. Ook Victor Vaneeckhoutte werd gegrepen op 18 kilometer van de streep en Maël Guégan enkele kilometer verder. Morné Van Niekerk werd als laatste gegrepen op 15 kilometer van de streep.
Er vormde een nieuwe groep met Lenny Martinez, Tobias Halland Johannessen, Romain Bardet, Michael Woods, Aurélien Paret-Peintre, David Gaudu, Bastien Tronchon, Kevin Vermaerke, Simon Dalby en Romain Grégoire. Deze laatste twee werden nog gelost uit de kopgroep. Op de laatste klim vielen verschillende renners aan en versloeg Lenny Martinez de Noor Tobias Halland Johannessen die te vroeg was begonnen juichen.

## Uitslag
| Plaats  | Naam                       | Ploeg                      | Tijd     |
| ------- | -------------------------- | -------------------------- | -------- |
| Winnaar | Lenny Martinez             | Groupama-FDJ               | 4u09'43" |
| 2       | Tobias Halland Johannessen | Uno-X Mobility             | z.t.     |
| 3       | Romain Bardet              | dsm-firmenich PostNL       | z.t.     |
| 4       | Michael Woods              | Israel-Premier Tech        | + 1"     |
| 5       | Aurélien Paret-Peintre     | Decathlon AG2R La Mondiale | + 10"    |
| 6       | David Gaudu                | Groupama-FDJ               | + 17"    |
| 7       | Bastien Tronchon           | Decathlon AG2R La Mondiale | + 28"    |
| 8       | Kevin Vermaerke            | dsm-firmenich PostNL       | z.t.     |
| 9       | Simon Dalby                | Uno-X Mobility             | z.t.     |
| 10      | Romain Grégoire            | Groupama-FDJ               | + 41"    |
| 11      | Nans Peters                | Decathlon AG2R La Mondiale | + 1'06"  |
| 12      | Chris Hamilton             | dsm-firmenich PostNL       | + 1'07"  |
| 13      | Ewen Costiou               | Arkéa-B&B Hotels           | + 1'10"  |
| 14      | Dylan Teuns                | Israel-Premier Tech        | + 1'24"  |
| 15      | Jonathan Lastra            | Cofidis                    | + 1'30"  |
| 16      | Axel Mariault              | Cofidis                    | + 1'34"  |
| 17      | Jordan Jegat               | TotalEnergies              | z.t.     |
| 18      | Artus Jaladeau             | CIC U Nantes Atlantique    | + 1'39"  |
| 19      | Louka Matthys              | Bingoal WB                 | + 1'43"  |
| 20      | Clément Braz Afonso        | CIC U Nantes Atlantique    | + 1'45"  |
|         |                            |                            |          |
| 56      | Lars van den Berg          | Groupama-FDJ               | + 8'16"  |